# Biliodigestive Anastomose
Eine biliodigestive Anastomose ist eine operativ hergestellte Verbindung (Anastomose) zwischen der Gallenblase (Vesica biliaris) bzw. dem Gallengang (Ductus choledochus) und Teilen des Magen-Darm-Traktes zur Behebung von Abflussstörungen der Galle.
Abflussstörungen können u. a. durch Tumoren (z. B. Pankreaskarzinom) im Bereich der Papilla duodeni major (Mündung des Gallengangs in den Zwölffingerdarm) oder des Ductus choledochus hervorgerufen werden. 
Als Standardeingriff wird eine Choledochojejunostomie als Verbindung zum Jejunum (Leerdarm) angelegt. Eine Verbindung zum Duodenum (Zwölffingerdarm)  (Choledochoduodenostomie), wie sie zur Reduktion des Infektionsrisikos 1886 von Colzi statt des Kolons zur Anastomose empfohlen und 1888 dem folgend erstmals von Bernhard Riedel in Jena durchgeführt wurde, hat sich wegen der häufig resultierenden Gallenwegsentzündungen nicht bewährt.
Erstmals erdacht bzw. durchgeführt wurden biliodigestive Anastomosen von Johann Nepomuk von Nußbaum (1880) bzw. Alexander von Winiwarter (1882).